# سيروشو
سيروشو (الأرمنية: Սիրանուշ Հրաչյայի Հարությունյան، مواليد 7 يناير 1987)، اسمها الحقيقي سيرانوش هاروتيونيان، من موليد مدينة يريفان، أرمينيا. هي مطربة بوب أرمينية ومؤلفة موسيقية ملحنة.
كان ظهورها الأول على التلفزيون بعمر السبع سنوات. وبعمر التسع سنوات، تلقت جائزة عن الأغنية Lusabats.و شهرتها تخطت حدود أرمينيا حتى وصلت العالمية. وقد اجرت العديد من الحفلات في العديد من الدول منها: روسيا، إيران، سوريا، الأردن، بريطانيا، ألمانيا، إسبانيا وغيرها الكثير.
إلى جانب الغناء، درست العلوم الدبلوسية وهي حاملة لشهادة العلاقات الدولية من جامعة يريفان.
تم طرح ألبومها الأول في الأسواق عام 1999 باسم «سيروشو» والثاني عام 2005. حصلت على العديد من الجوائز كالجائزة الوطنية الأرمينية للأغنية، مطربة المستقبل وجائزة أفضل مطربة نسائية وأفضل ألبوم.
مثلت بلدها في مهرجان يوروفيجن للأغنية الأوروبية أعوام 2008 والتي حصلت فيه على المركز الرابع عن أغنية "Qele qele" (يلللا، يلللا بالأرمينية) و 2009.

## الألبومات
- Sirusho 2000
- Sheram 2005
- Hima 2007

## أغاني فردية
- 2007 - "Hima"
- 2008 - "Qélé, Qélé"
- 2009 - "Erotas"

## أفلام وبرامج
| سنة  | فيلم                    |
| ---- | ----------------------- |
| 2008 | Eurovision Song Contest |
| 2009 | X Factor                |
| 2012 | The Voice of Armenia    |

## وصلات خارجية
- سيروشو على موقع ميوزك برينز (الإنجليزية)
- سيروشو على موقع ديسكوغز (الإنجليزية)

- موقع سيروشو الرسمي على الإنترنت
- فيديو كليبات سيروشو